# La famiglia Addams (serie animata 1973)
La famiglia Addams (The Addams Family) è una serie animata, con protagonista la famiglia Addams creata da Charles Addams, prodotta dalla Hanna-Barbera nel 1973.

## Trama
La famiglia Addams è formata da Mortirio e Mortiria, moglie e marito, i loro figli Nottolo e Nottola, e dai loro parenti, la Nonna e lo Zio Ulcera, oltre che dal loro maggiordomo Bruto e gli animali da compagnia, un avvoltoio e una piovra. Gli Addams sono una famiglia affiatata con interessi decisamente macabri e abilità soprannaturali, la cui origine non ci viene spiegata.
Gli Addams si dedicano ad esplorare gli Stati Uniti in lungo e in largo, viaggiando a bordo del loro camper in stile vittoriano, dalle caratteristiche bizzarre e impossibili, più grande all'interno, tanto da essere dotato anche di immensi sotterranei, e in grado di scavarsi un fossato popolato da pescecani quando il camper sosta nei camping.
Lungo la strada si fermano per visitare varie località, causando confusione ovunque loro capitino a causa dei loro interessi, del loro aspetto e della loro disponibilità a fidarsi di coloro dei quali non dovrebbero fidarsi, venendo travolti da schemi criminali o problemi a loro insaputa.

## Produzione
La serie nasce come spin-off della serie animata Speciale Scooby, il cui terzo episodio della seconda stagione, Scooby Doo Incontra la Famiglia Addams (Wednesday Is Missing), trasmesso il 23 settembre 1972 negli Stati Uniti, vede come ospiti personaggi ispirati direttamente alle vignette di Charles Addams, anziché a quelli della serie televisiva del 1964. Dato il successo dell'episodio, la produzione decide di realizzare una serie televisiva dedicata ai personaggi di Addams.
Jackie Coogan e Ted Cassidy, già protagonisti della serie televisiva degli anni sessanta, nel doppiaggio originale ritornano a ricoprire i loro ruoli, rispettivamente di Zio Fester e Lurch. Mentre Cindy Henderson riprende il ruolo di Mercoledì, che aveva precedentemente rivestito nello speciale televisivo The Addams Family Fun-House, trasmesso lo stesso anno.

## Personaggi e interpreti
Nella prima edizione italiana tutti i nomi dei personaggi sono stati cambiati, similmente a quanto avvenuto per il primo doppiaggio della serie televisiva del 1964. Così come la serie televisiva originale, anche la serie animata è stata ridoppiata. In questa seconda edizione hanno ripreso il proprio ruolo alcuni doppiatori presenti anche nel secondo doppiaggio della serie degli anni sessanta, mentre il nome dato ai personaggi è quello canonico.
| Personaggio (1º doppiaggio) | Personaggio (2º doppiaggio) | Doppiatore originale | Doppiatore italiano (1º doppiaggio) | Doppiatore italiano (2º doppiaggio) |
| --------------------------- | --------------------------- | -------------------- | ----------------------------------- | ----------------------------------- |
| Mortirio Addams             | Gomez Addams                | Lennie Weinrib       | Germano Longo                       | Guido De Salvi                      |
| Mortiria Addams             | Morticia Addams             | Janet Waldo          | Anna Teresa Eugeni                  | Fabrizia Castagnoli                 |
| Zio Ulcera                  | Zio Fester                  | Jackie Coogan        | Gino Pagnani                        | Enrico Luzi                         |
| Nottola Addams              | Mercoledì Addams            | Cindy Henderson      | Rosalinda Galli                     | Antonella Baldini                   |
| Nottolo Addams              | Pugsley Addams              | Jodie Foster         | Fabrizio Mazzotta                   | Ilaria Biella                       |
| Nonna Addams                | Nonna                       | Janet Waldo          | Francesca Palopoli                  | Flora Carosello                     |
| Bruto                       | Lurch                       | Ted Cassidy          | Germano Longo                       | Marcello Prando                     |
| Cugino Coso                 | Cugino Itt                  | John Stephenson      |                                     |                                     |

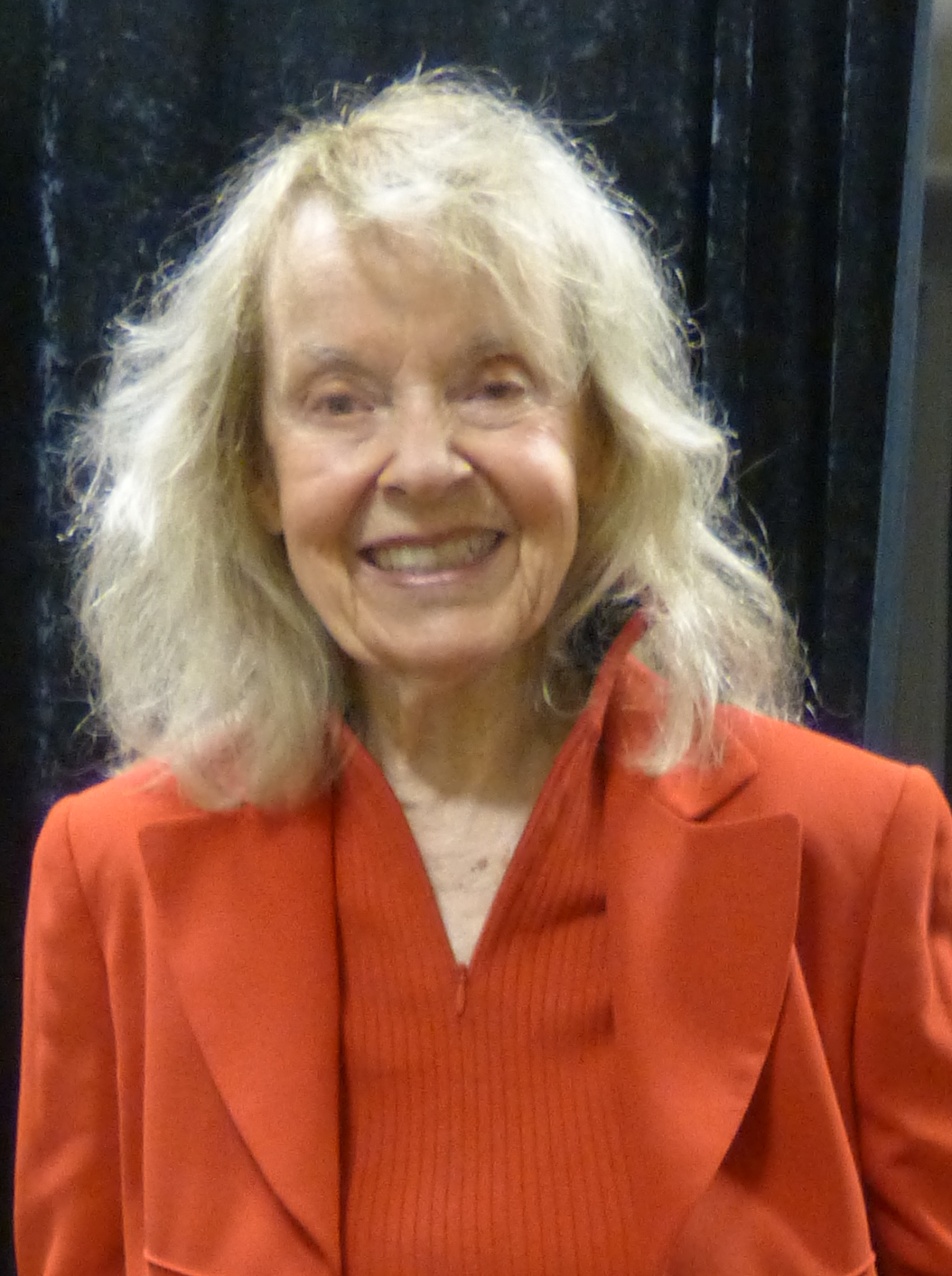
Janet Waldo, doppiatrice di Mortiria Addams e della Nonna
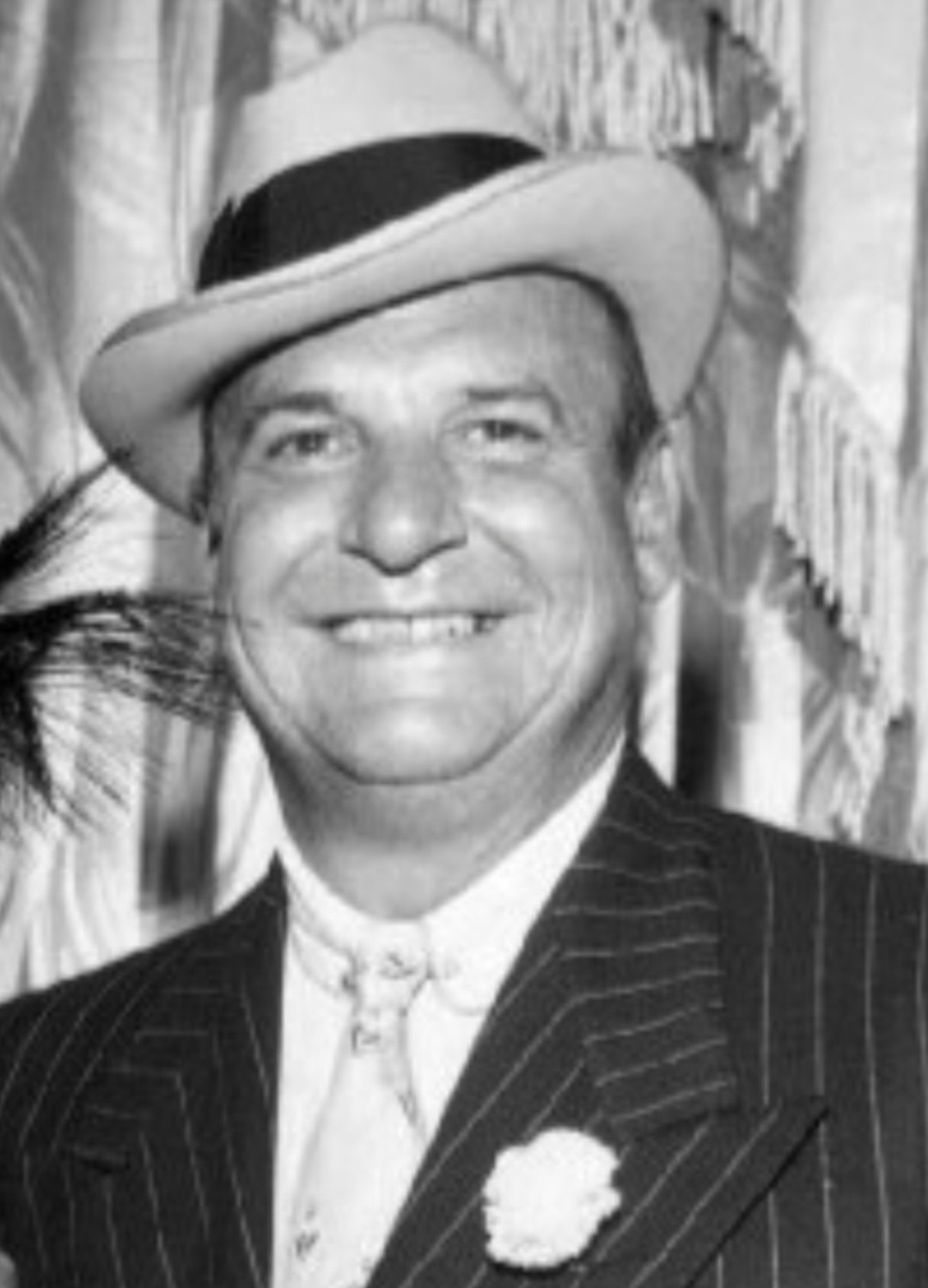
Jackie Coogan, doppiatore dello Zio Ulcera
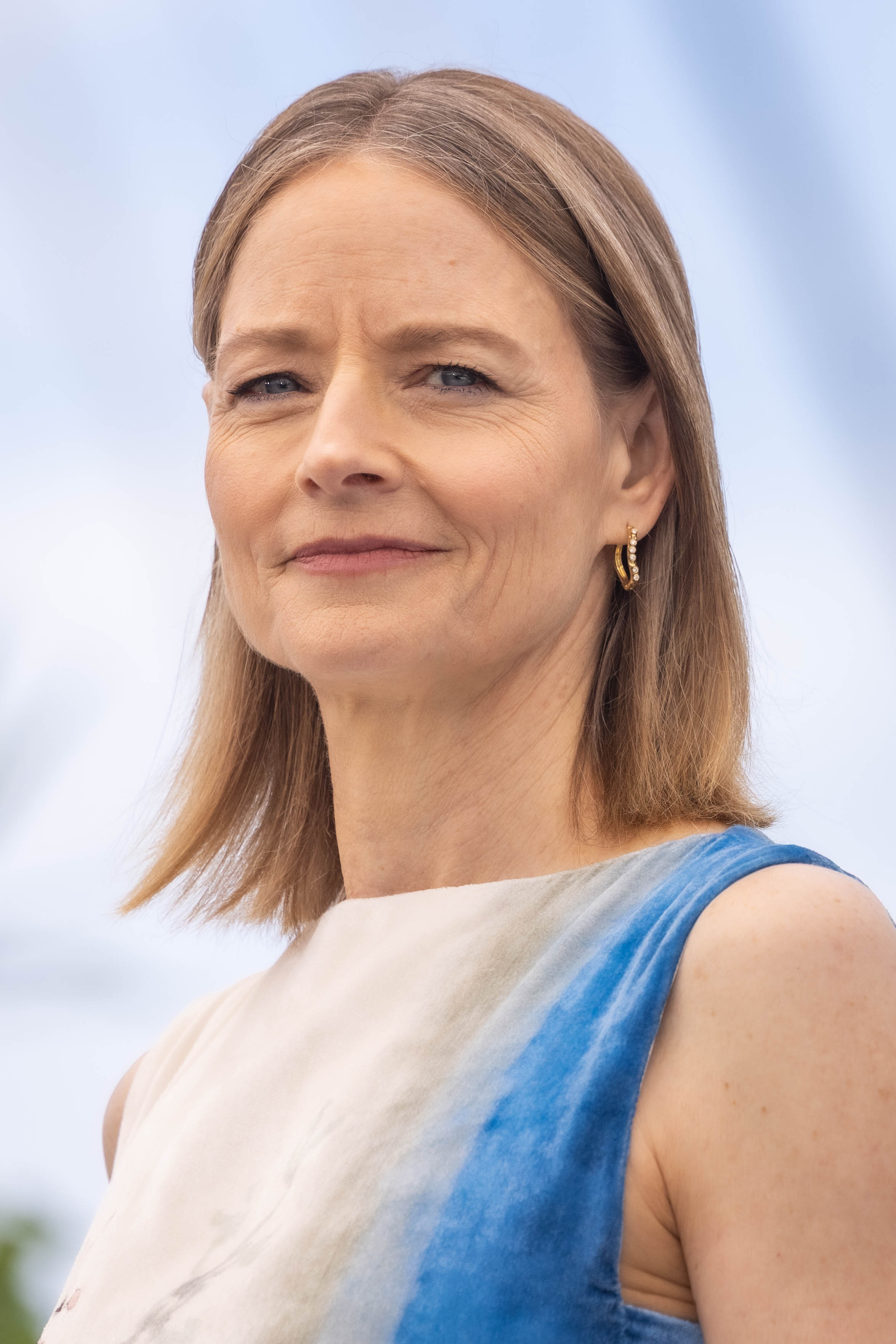
Jodie Foster, doppiatrice di Nottolo Addams
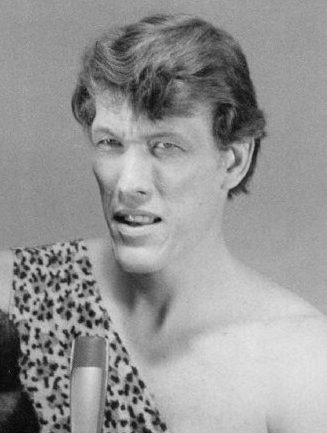
Ted Cassidy, doppiatore di Bruto

## Episodi
| Stagione       | Episodi | Prima TV |
| -------------- | ------- | -------- |
| Prima stagione | 16      | 1973     |

## Merchandising
- Nel 1974 la Milton Bradley commercializza il gioco da tavolo The Addams Family, ispirato alla serie televisiva animata del 1973.[3] Scopo del gioco è rimanere vicini al sito del camper della famiglia Addams, ma se si vince si perde, infatti obiettivo del gioco è perdere.[3]
- Nel 1974 la King-Seeley Thermos Co. realizza il lunchbox The Addams Family, con un'immagine ispirata alla serie animata del 1973.[4]
- Tra il 1974 e il 1975 la Gold Key Comics pubblica tre volumi della serie The Addams Family ispirati alla serie animata del 1973. Ogni volume contiene la versione in fumetto di un episodio della serie.
  - (EN) In search of the Boola-Boola, in The Addams Family, n. 1, Gold Key Comics, ottobre 1974.
  - (EN) The Addams Family falls in love with the Central Park and decides to buy out New York City, in The Addams Family, n. 2, Gold Key Comics, gennaio 1975.
  - (EN) They the weirdest! The Addams Family rock group... left in the Lurch, in The Addams Family, n. 3, Gold Key Comics, aprile 1975.